# Walter Damus
Walter Damus (* 6. Oktober 1901 in Samotschin, Provinz Posen; † 10. November 1974 in Villa Ballester, Argentinien) war ein deutscher Pädagoge, Gegner des Nationalsozialismus, politischer Emigrant und aktiver Unterstützer des Anderen Deutschlands während dessen antifaschistischen Kampfes in Lateinamerika.

## Leben und Wirken
Albrecht Waldemar Walter Damus stammte aus einer evangelischen Lehrerfamilie. Sein Vater Julius (1856–1920) war Schulrat und Kreisschulinspektor, seine Mutter Gertrud (geborene Metzenthin, 1871–1946) Lehrerin, seine Schwester hieß Hildemarie Damus (1906–1996). Er selber studierte von 1920 bis 1927 Geschichte, Germanistik und Anglistik in Berlin, Jena, ab 1923 auch in Austin (Texas) und Philadelphia (Pennsylvania). 1925 legte er die Magisterprüfung an der University of Pennsylvania ab, in Jena machte er das Staatsexamen im Herbst 1926. Die pädagogische Ausbildung erhielt er in Magdeburg von 1927 bis 1929. Ab 1930 arbeitete er als Studienrat an der von Fritz Karsen geleiteten Karl-Marx-Schule (Berlin-Neukölln).
1929 war Walter Damus in die SPD eingetreten und ab 1932 war er Mitglied im Bildungsausschuss der Gewerkschaften in Berlin-Neukölln. Nach Auseinandersetzungen mit der SA, zeitweiliger Beteiligung an der Verbreitung illegal gewordener Flugblätter (z. B. „wer Hitler wählt, wählt den Krieg“) wurde er am 13. April 1933 auf Grund von §4 des neuen Beamtengesetzes als „staatspolitisch Unzuverlässiger“ zusammen mit weiteren Lehrkräften der Karl-Marx-Schule aus dem Schuldienst entlassen und erhielt Berufsverbot. Im September 1933 floh er zuerst nach Schweden und von da einen Monat später nach London, wo er ohne Arbeitserlaubnis als Lehrer und Übersetzer tätig war.
Am 1. September 1933 heiratete Walter Damus die Studienreferendarin Stina Baur (1906–1987), die mit ihm am Hochzeitstag nach Schweden floh. Das Ehepaar hatte drei Kinder (Christoph, 1934–2008, Michael,  1936–1998, und Sylvester, *1940), die alle während der Emigration geboren wurden.
Von London aus folgte Walter Damus Fritz Karsen nach Paris der dort eine internationale Schule für Emigrantenkinder gründete.
Vermutlich hier in Paris wurde er auch Mitglied im Verband deutscher Lehreremigranten. Nach Fritz Karsens Ausscheiden, 1936, leitete Walter Damus die mit Schwierigkeiten kämpfende Schule noch für ein Jahr, bevor er die Einrichtung 1937 schließen musste.
Durch Vermittlung einer Schweizer Hilfsorganisation konnte die Familie Damus 1937 nach Argentinien auswandern. Walter Damus war zunächst Lehrer an der Pestalozzi-Schule Buenos Aires und dann auch bald zusätzlich (nachmittags) an der amerikanischen, privaten Lincoln School. Nach zwei Vorbereitungen für diese Schulen gab er abends Privatunterricht, unter anderen an Roberto Alemann.
Bis 1947 unterrichtete Damus Deutsch und Englisch an dieser Schule und arbeitete zugleich aktiv an der Organisation des Anderen Deutschlands mit.
Walter Damus gehörte dem Vorstand des Anderen Deutschlands seit 1937 an. Seine Beiträge zu der Zeitschrift des DAD zeichnete er oft als „Americanus“. 1943 war er Präsidiumsmitglied der aus Anlass des zehnten Jahrestages der nationalsozialistischen Machtergreifung in Deutschland, veranstalteten Konferenz von Montevideo. Dieser „Kongreß der deutschen Antifaschisten Südamerikas“ verabschiedete eine Radiobotschaft, die von dort aus über Sender in Moskau, New York und London an das deutsche Volk gesendet wurde. Nach dem Ende des Zweiten Weltkriegs arbeitete Damus in dem vom Das Andere Deutschland initiierten Deutschland-Hilfswerk mit, das im Verbund mit anderen Hilfsorganisationen Geld- und Sachspenden für bedürftige Menschen in Deutschland sammelte.
Ein Jahr vor Alfred Dang, der 1948 als Schulleiter der Pestalozzischule ausschied und anschließend in der Industrie arbeitete, verließ 1947 auch Walter Damus die Pestalozzischule. Bis 1956 war er im Wollexport tätig, bevor er wieder als Lehrer tätig wurde. Er unterrichtete bis 1968 an der privaten American Community School außerhalb von Buenos Aires. Er engagierte sich als Gemeinderatsmitglied in seinem Wohnort und arbeitete im Vorstand der Evangelischen Gemeinde in Buenos Aires mit.

## Eine ungewöhnliche Würdigung
Henry Tedeschi ist ein anerkannter Wissenschaftler. Als Absolvent der University of Chicago hat er dort, am Medical Center der University of Illinois at Chicago und der State University of New York in Albany gelehrt. Er hat zahlreiche Bücher und Fachartikel geschrieben, darunter auch ein Lehrbuch über Zell-Biologie. Irgendwann fing er an, sich auch literarisch zu beschäftigen und veröffentlichte Erzählungen und Gedichte.
Henry Tedeschi wurde in Italien geboren. Wegen Mussolinis Rassengesetzgebung wurde er in ein Internat in der Schweiz geschickt. Von dort aus gelangte er nach Argentinien, wo er bis zu seinem 17. Lebensjahr blieb und dort die Schule besuchte. Er verließ Argentinien, um das College an der University of Pittsburgh zu besuchen.
Henry Tedeschi ist mit seinen Publikationen im Internet sehr präsent, aber es gibt kaum biografische Daten über ihn. Was übereinstimmend erwähnt wird, sind die „several formative years“, die er in Argentinien verbracht habe. Dort muss Walter Damus ein sehr beeindruckender Lehrer für ihn gewesen sein, denn in seinem Buch Hopes and memories widmet er ihm unter dem Titel „Dedicated to the memory of Walter Damus, Teacher“ das folgende Gedicht.
| Dedicated to the memory of Walter Damus, Teacher Gewidmet dem Andenken an Walter Damus, Lehrer | Dedicated to the memory of Walter Damus, Teacher Gewidmet dem Andenken an Walter Damus, Lehrer |
| --- | --- |
| It was long ago, before the world had been shaken at its roots. Far away three continents were exploding with the Violence of total war. Arguments carried by little voices and the voices roughened by puberty. A handful, sitting around a circle, saying all that had to be said facts, ideas, arguments. Underplayed, hidden by the obvious, he orchestrated, the best among equals. The gentle lines of his kind face were marked by age and an experience we could not fathom. Born in a different continent, he had brushed North America but once, he was a stranger and he was us. lt was long ago, before the world has been shaken at its roots. | Es war vor langer Zeit, bevor die Welt an der Wurzel erschüttert worden war. Weit weg explodierten drei Kontinente mit der Gewalt des totalen Krieges. Argumente, vorgetragen von kleinen Stimmen, und die Stimmen aufgeraut durch die Pubertät. Eine Handvoll, im Kreis sitzend, alles sagend, was gesagt werden musste Fakten, Ideen, Argumente. Zurückhaltend, geschützt durch das Offensichtliche, dirigierte er, der Beste unter Gleichen. Die sanften Linien seines freundlichen Gesichts waren gezeichnet durch Alter und Erfahrung, die wir nicht ergründen konnten. Geboren in einem anderen Kontinent, hatte er einmal Nordamerika verschmäht, er war ein Fremder, und er gehörte zu uns. Es war vor langer Zeit, bevor die Welt an ihren Wurzeln erschüttert worden war. |

## Werke
- Der Amerikaner und seine Literatur. In: Zeitschrift für französischen und englischen Unterricht. 9.Jahrgang, 1930, 110-20; 198–209.
- Schule und Kirche in Amerika. In: Aufbau, Erziehungswissenschaftliche Zeitschrift. Berlin,3.Jhg.(1930), Nr. 13, S. 367–374.
- Agrarfragen auf der Oberstufe der höheren Schule. In: Aufbau, Erziehungswissenschaftliche Zeitschrift. Berlin, 4.Jhg.(1931), Nr. 9, S. 263–268.
- Gesellschaftskunde an amerikanischen Schulen. In: Aufbau, Erziehungswissenschaftliche Zeitschrift. Berlin, 5.Jhg.(1932), Nr. 3, S. 81–89.
- Englandfahrt einer Prima der deutschen Oberschule. In: Zeitschrift für französischen und englischen Unterricht. Band 31, 1932, 242-47.
- Studienfahrten ins Ausland. In: Aufbau, Erziehungswissenschaftliche Zeitschrift. Berlin, 5.Jhg.(1932), Nr. 10, S. 303–310.
- Prosperity. In: Zeitschrift für französischen und englischen Unterricht. Band 31, 1932, 55–60.
- In der Review of the River Plate finden sich gelegentliche Aufsätze über das argentinische Wollgeschäft. Er hatte auch Beiträge über das Wollgeschäft in Bradford (England) und Roubaix (Fr.) veröffentlicht.
- Bei den im Katalog der Deutschen Nationalbibliothek nachgewiesenen Schriften von Walter Damus handelt es sich um Artikel aus Das Andere Deutschland aus den 1940er Jahren, die sich mit der Zeit des Nationalsozialismus in Deutschland und mit der Nachkriegssituation befassen.